# Кокоа каштановий
Коко́а каштановий (Dendroplex kienerii) — вид горобцеподібних птахів родини горнерових (Furnariidae). Мешкає в Амазонії. Вид названий на честь французького зоолога Луї Шарля Кіннера.

## Опис
Довжина птаха становить 21-24 см, вага 40-50 г. Верхня частина тіла рудувато-коричнева, нижня частина тіла темно-коричнева. Голова сильно поцятковане білими і чорнуватими смужками, над очима помітні білі "брови". Хвіст відносно довгий. Очі карі, дзьоб короткий, білуватий, дещо вигнутий.

## Поширення і екологія
Каштанові кокоа мешкають в долині Амазонки від крайнього південного сходу Колумбії і північного сходу Перу на схід до гирла річки Тапажос, а також в долинах її великих приток, таких як Ріу-Негру, Журуа, Пурус і Мадейра). Вони живуть у варзейських лісах, ігапо та галерейних лісах, іноді на річкових островах. Зустрічаються поодинці або парами, на висоті до 200 м над рівнем моря.

## Збереження
МСОП класифікує стан збереження цього виду як близький до загрозливого. Каштановим кокоа загрожує знищення природного середовища.